# Beacon Hill (Nuovo Galles del Sud)
Beacon Hill è un sobborgo di nord Sydney, nello Stato del Nuovo Galles del Sud in Australia.
Beacon Hill si trova a 17 km a nord-est del Distretto affaristico centrale di Sydney, nell'area governativa locale della Municipalità di Warringah.

## Storia
Beacon Hill, in italiano: "Collina del faro trigonometrico", fu chiamata così poiché nel 1881 il Dipartimento delle terre (Department of Lands) costruì un faro trigonometrico.
Il 5 ottobre 1857 Daniel Egan, membro del parlamento del Nuovo Galles del Sud, acquistò 40 acri di terreno.
La maggior parte delle case del sobborgo furono costruite nel boom dopo la Seconda guerra mondiale tra gli anni cinquanta e sessanta.
Le scuole superiori aprirono nel 1964 ma sono state chiuse nel 2002.

## Infrastrutture e trasporti
Beacon Hill è servita dalle linee di autobus di Sydney Buses.